# جامع قزوين
جامع قزوين هو أحد أقدم المساجد في إيران ويقع في قزوين، محافظة قزوين.

## تاريخ
شُيِّد أقدم أجزاء المسجد بأمر الخليفة العبَّاسي هارون الرشيد في سنة 191هـ / 807م. أما القبَّة الرئيسيَّة للمسجد، وهي ذات طبقتين، فتعود إلى العصر السلجوقي، وهي حاليًا مغلقة أمام الجمهور، وتحوي في داخلها بعض النماذج والنقوش من فن الخط البارز التي تعود للعصور الوسطى. أُضيفت إليه بناياتٌ وتوسعاتٌ لاحقة، كان آخرها في أواخر العصر الصفوي. وأُجريت أعمال ترميم وتجديد على أجزاء عديدة من المسجد.
أُسس بناء المسجد على أنقاض معبد نار زرادشتي قديم. وصمد المسجد وبقي قائمًا على الرغم مما تعرضت له المنطقة من دمار خلال الغزو المغولي. حُوِّلت أجزاءٌ من المسجد في العصر الحديث إلى مكتبة عامة. يحتوي المسجد على شبستان (قاعة صلاة شتوية) وآب انبار (خزان ماء)، وكلاهما يخضع اليوم لحماية منظمة التراث الثقافي الإيراني.
وفي تاريخ 28 يناير 2013م، شبَّ حريقٌ في جزء من مجمع المسجد، مما أدى لاحتراق وتدمير نحو نصف مساحته.

## معرض الصور

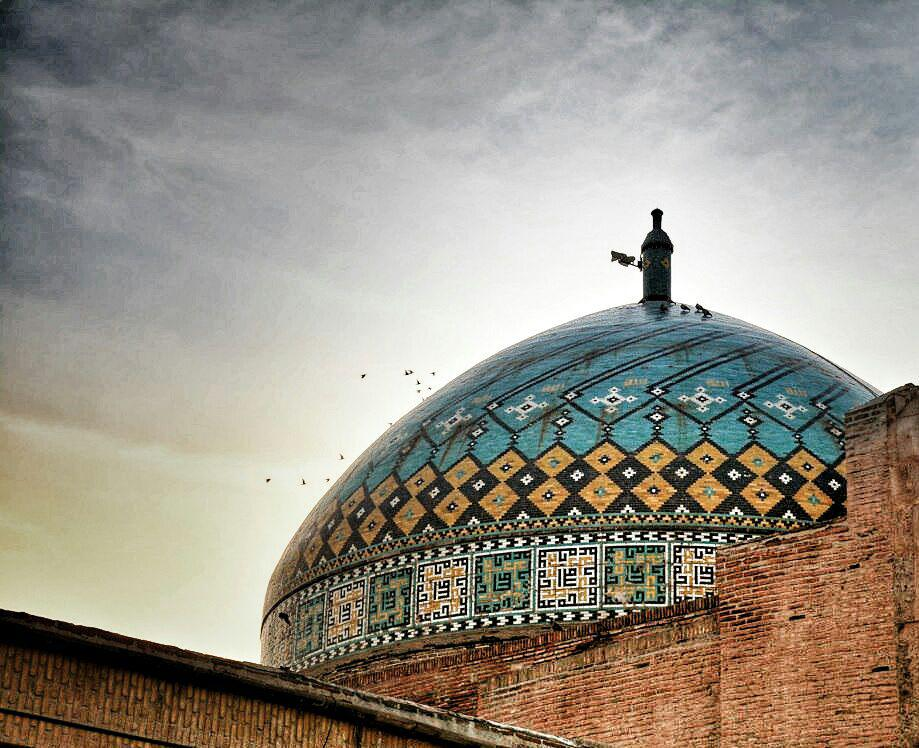
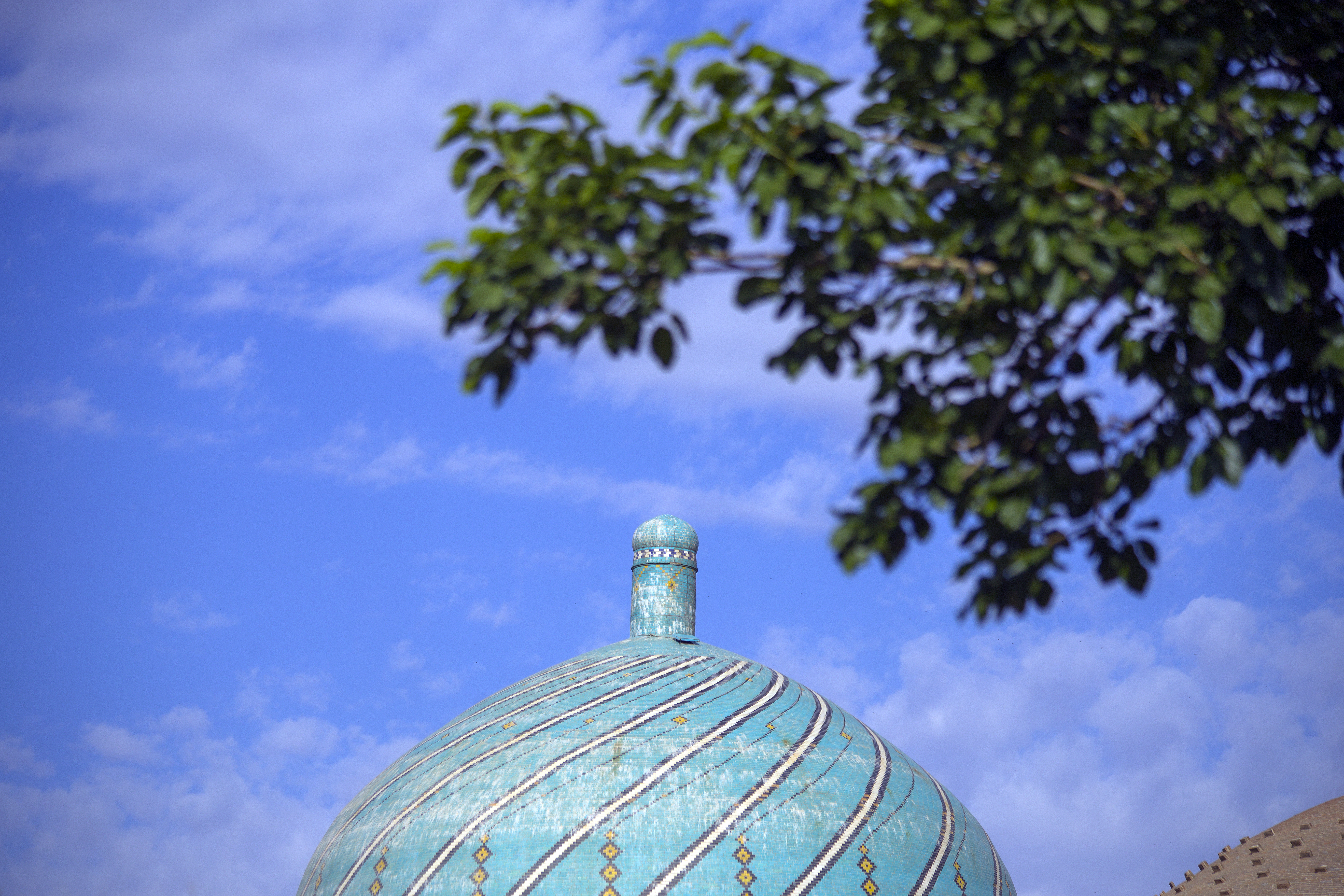
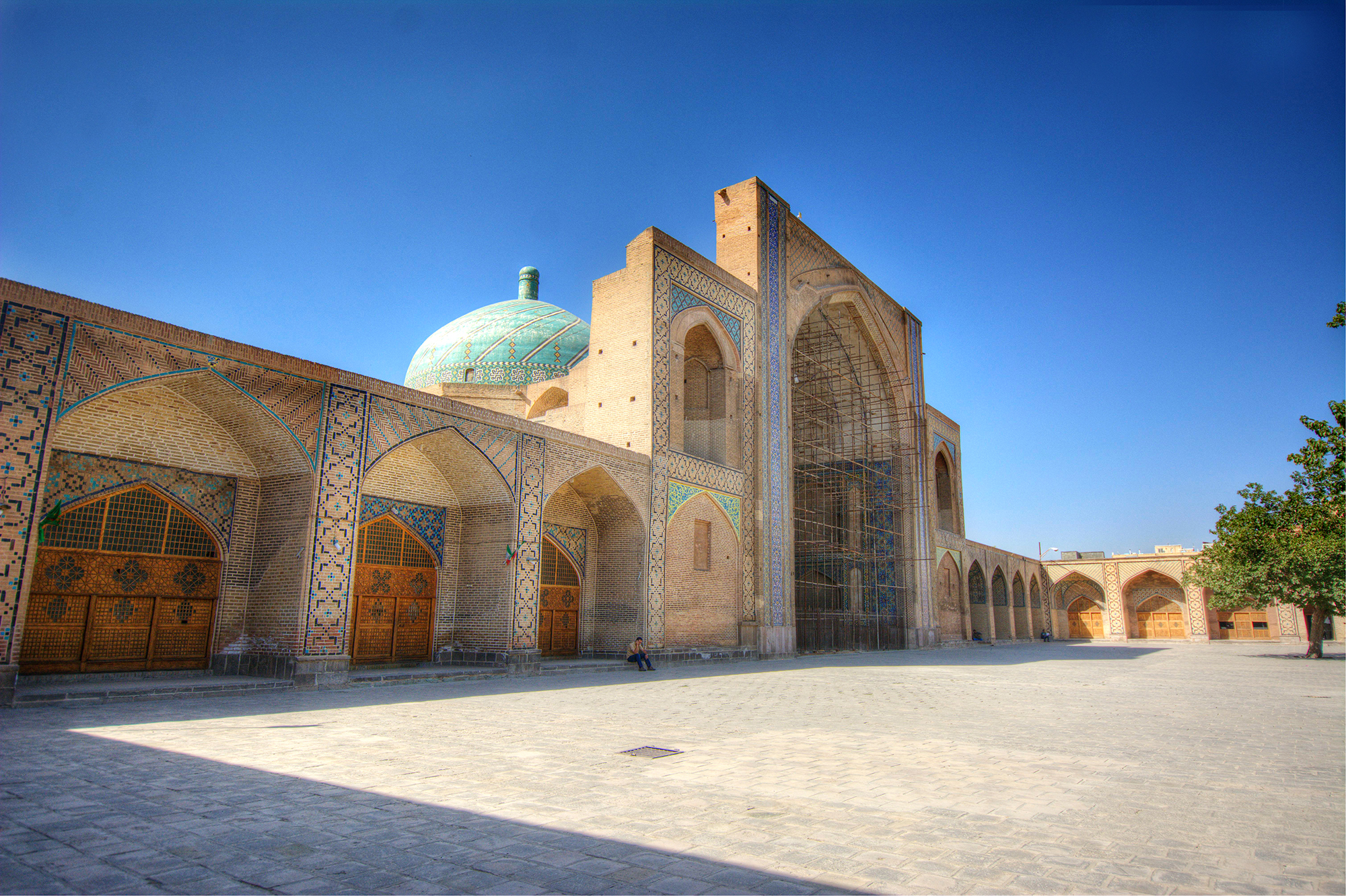
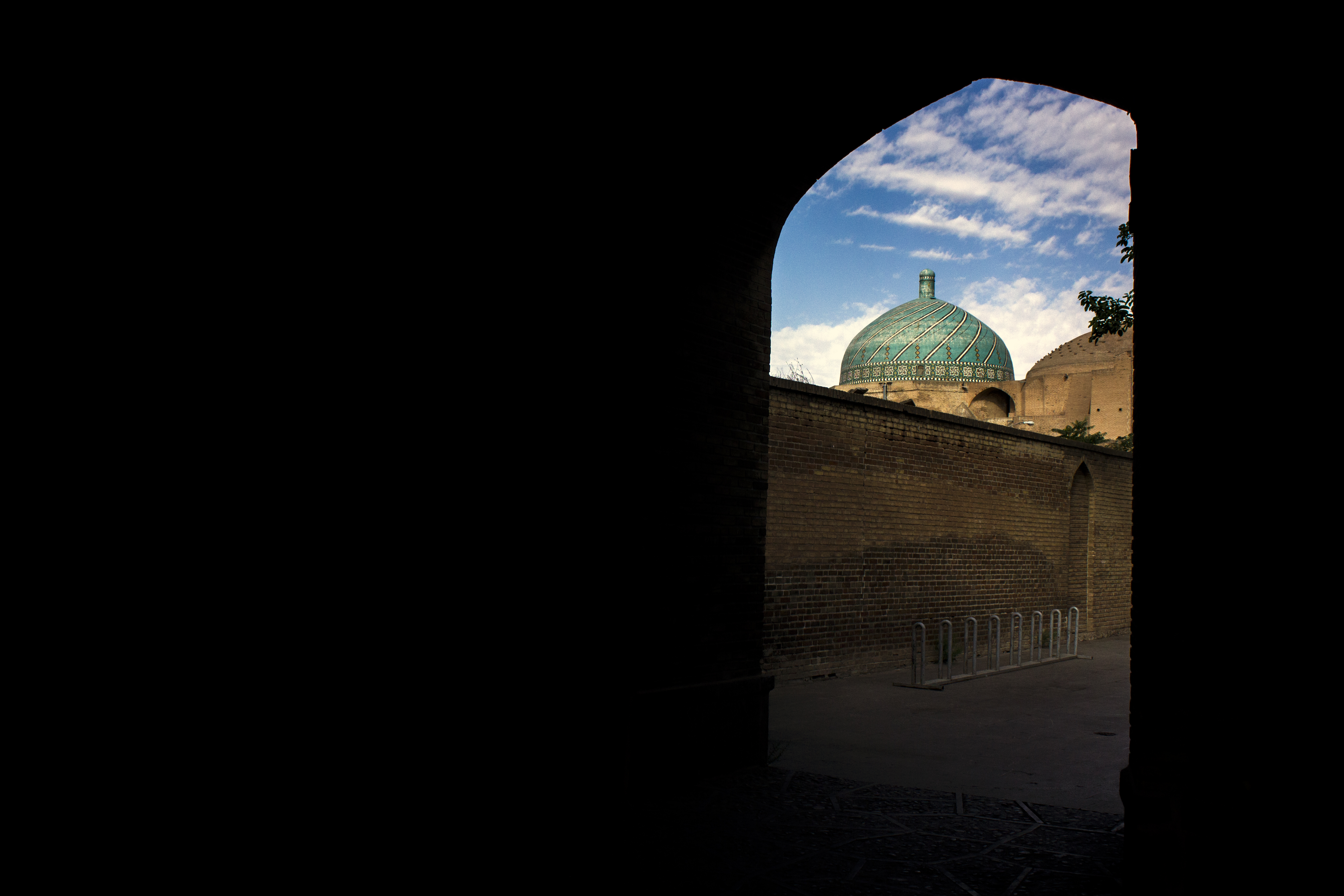
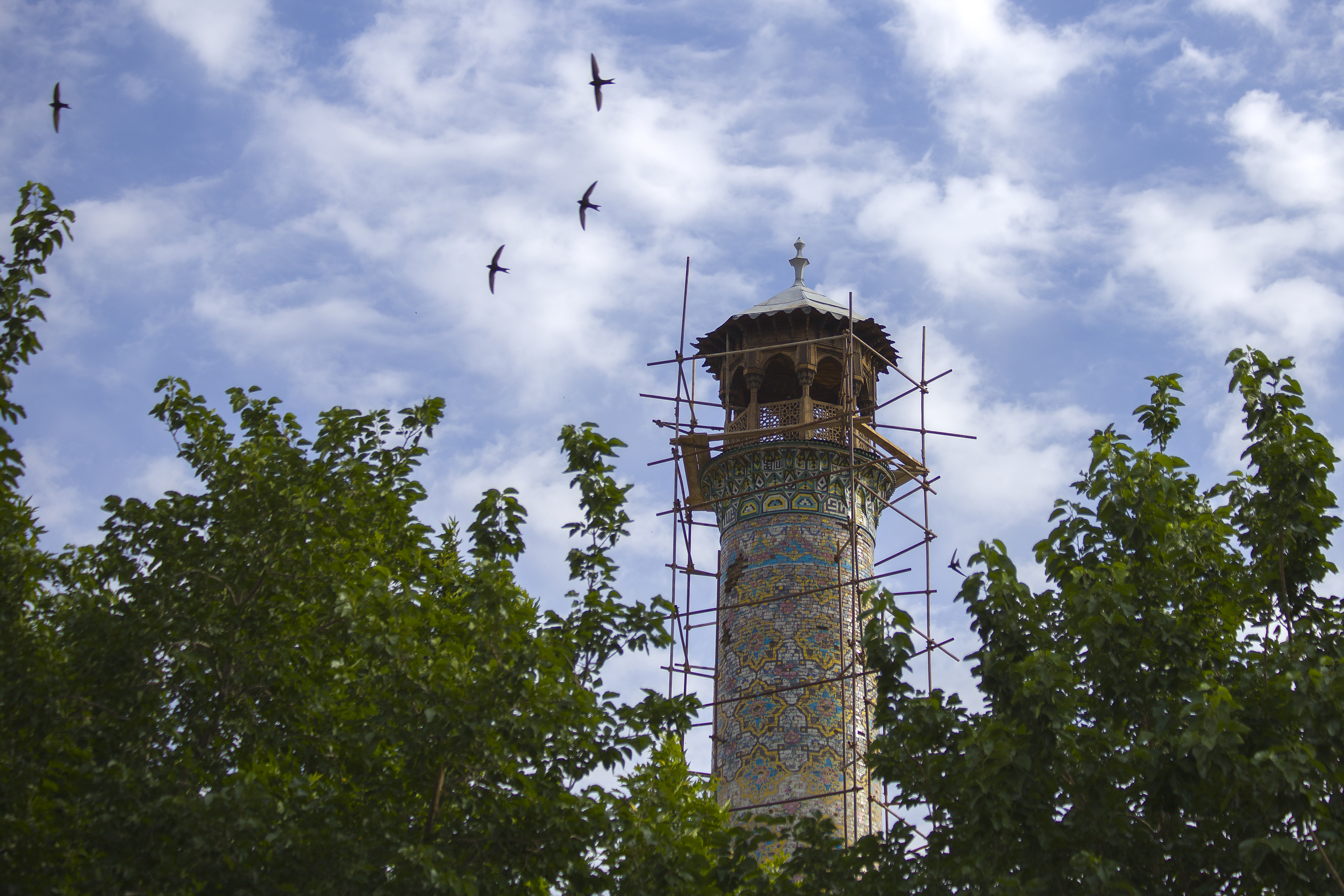
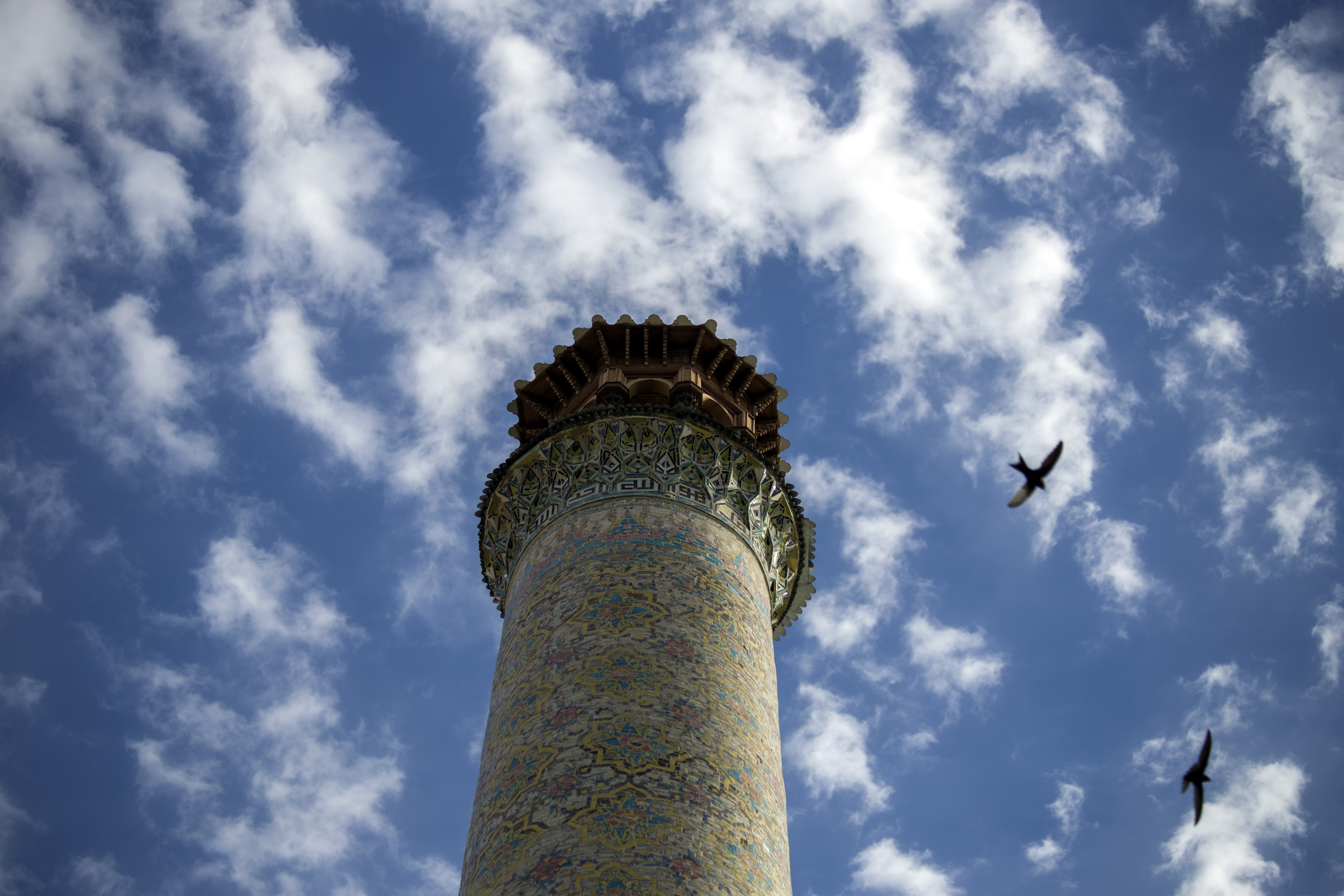
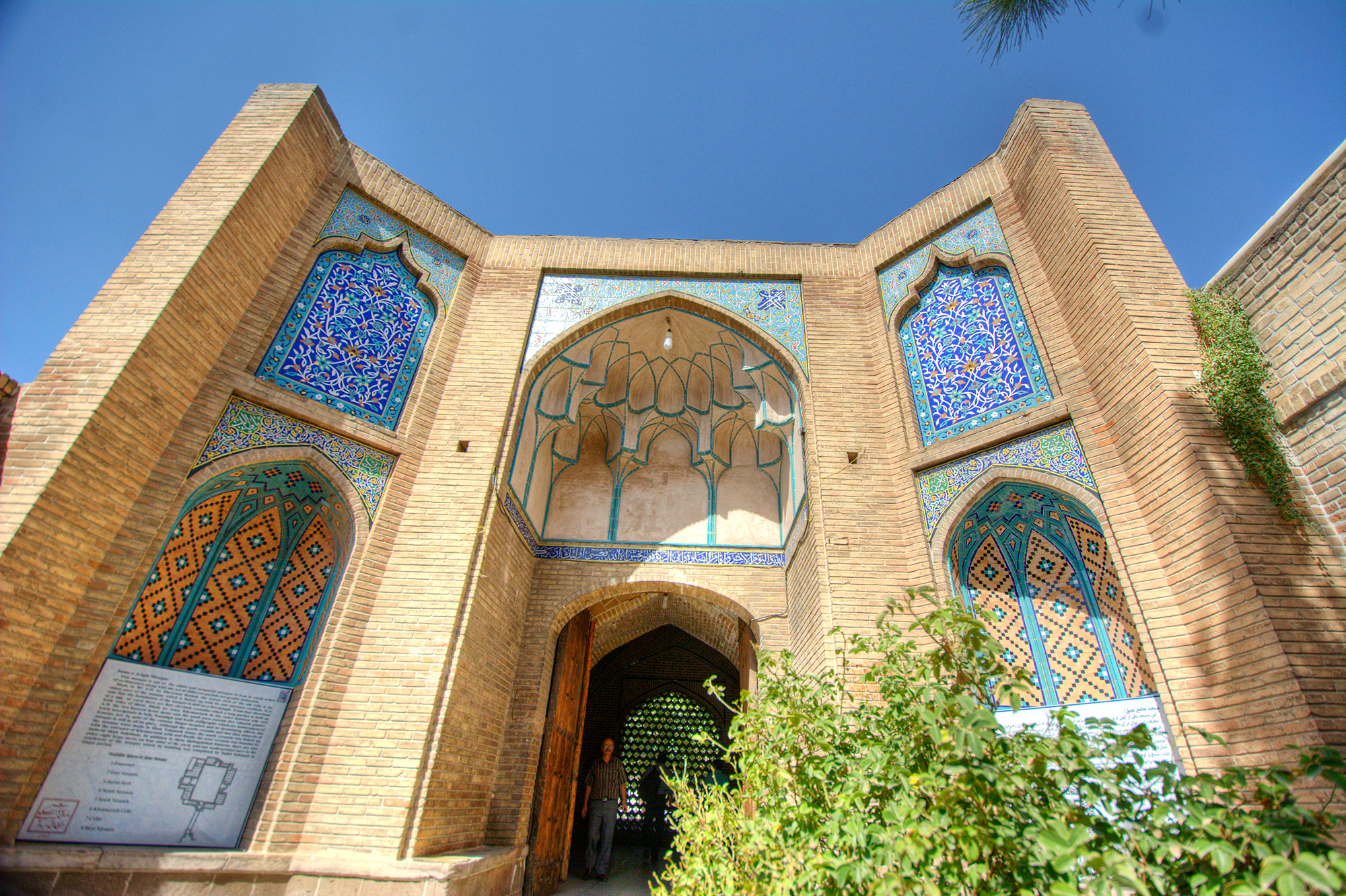
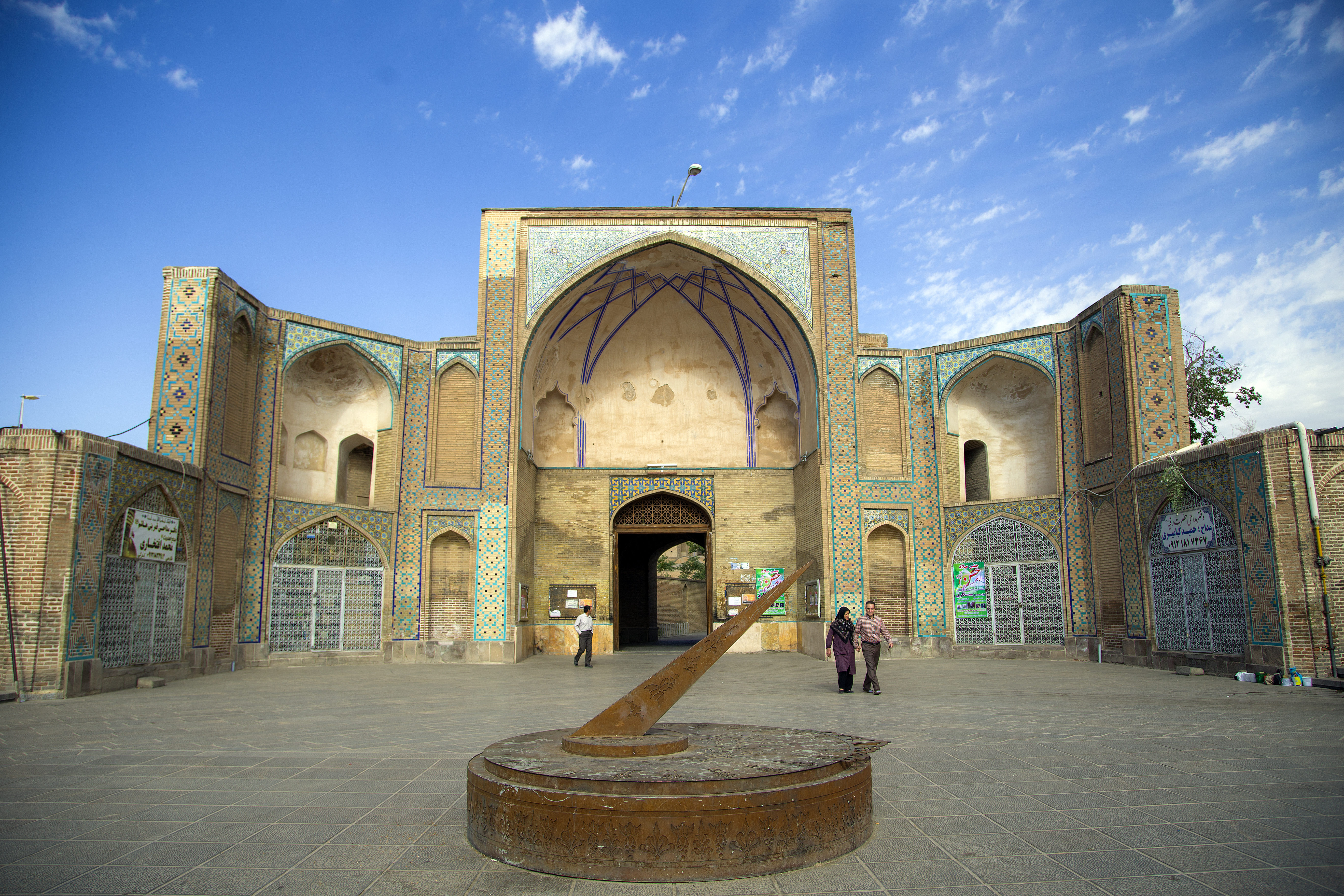
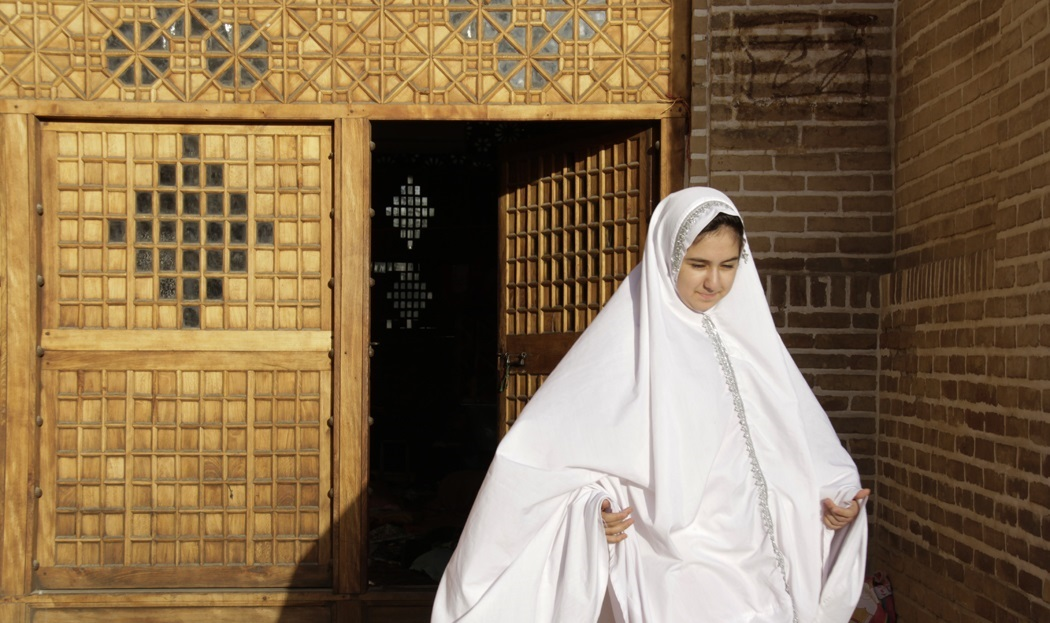
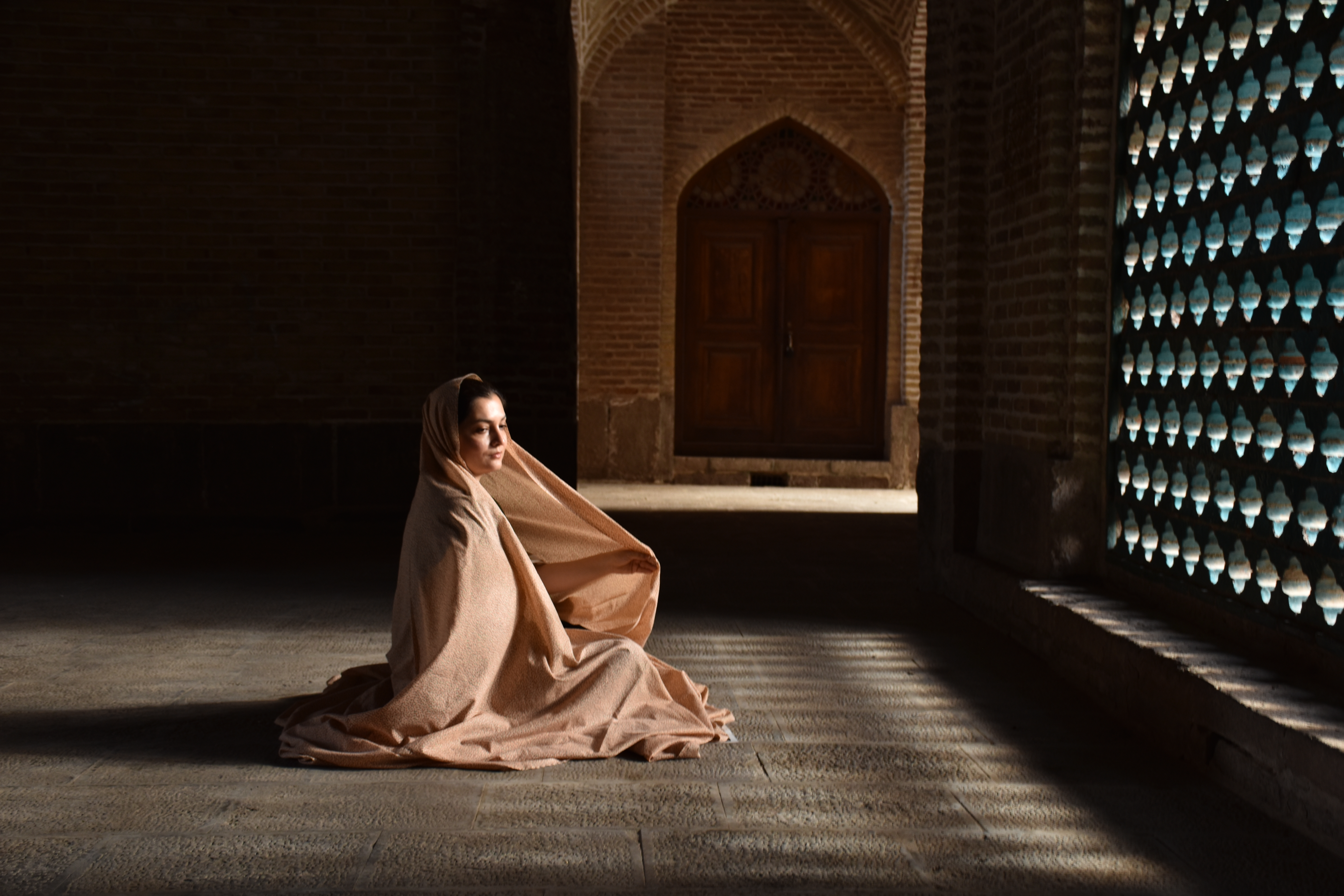
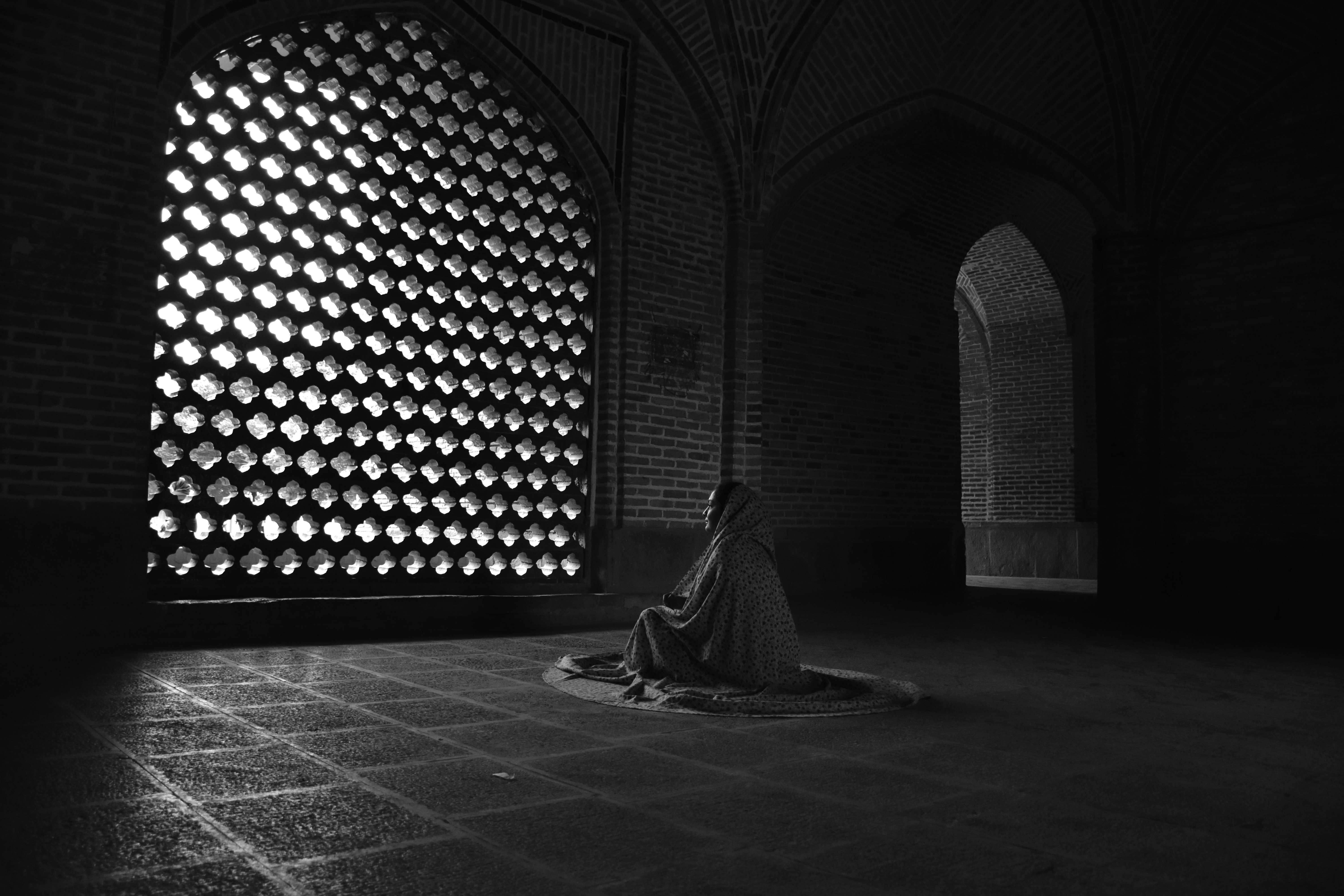
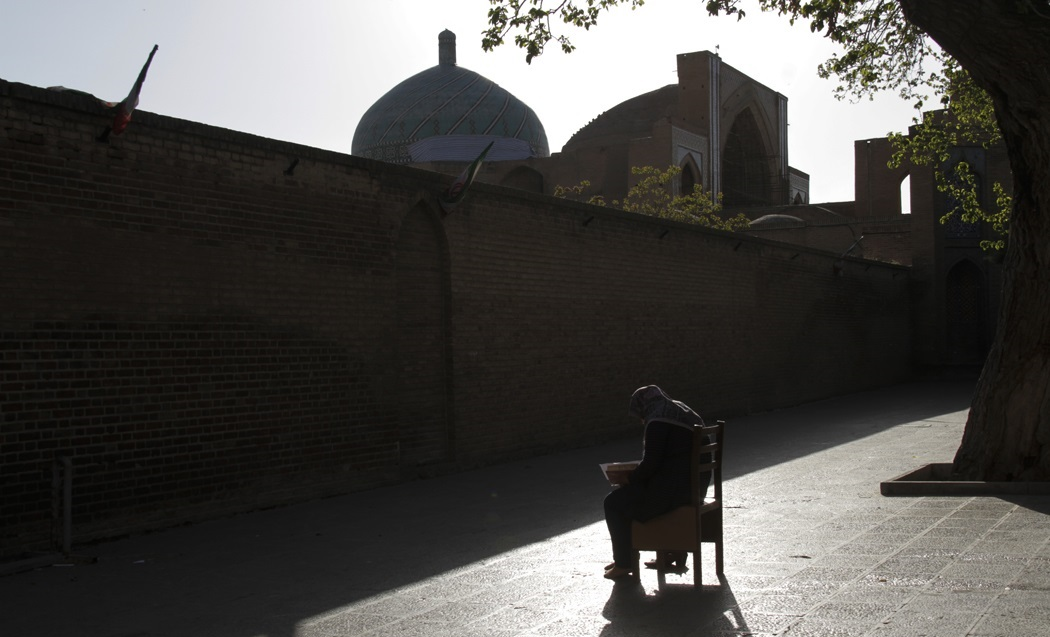